# Miroslav Janů
Miroslav Janů (8 de noviembre de 1959 – 24 de enero de 2013) fue un jugador de fútbol checo que, como jugador, jugó de defensa y posteriormente trabajó como entrenador. Como jugador jugó un total de 240 partidos en la Primera División de Checoslovaquia, marcando un total de cinco goles.

## Carrera
Janů empezó su carrera futbolística en las filas inferiores del SK Dynamo České Budějovice, antes de ser traspasado al Slavia de Praga a la edad de 17 años. Jugó 201 partidos para el Slavia durante 11 temporadas. Posteriormente pasó a jugar con el Bohemians de Praga durante dos años antes de trasladarse a Malasia. En la temporada 1992–93 Miroslav volvió a la República Checa, jugando cuatro partidos para el Bohemians. Terminó su carrera con un total de 240 partidos jugados en la Primera División de Checoslovaquia, marcando un total de cinco goles.
También jugó para el equipo olímpico de la República Checa en varios partidos de clasificación para los Juegos Olímpicos de Seúl 1988 pero el equipo no llegó a clasificarse para el torneo.

## Carrera como entrenador
En mayo de 2002, Janů fue designado como el entrenador del Most en la Druhá liga, reemplazando a Luboš Urban. No llegó a ocupar el cargo hasta final de temporada, con cinco partidos por jugar.
Janů fue designado como el entrenador asistente de Karel Jarolím en el Slavia de Praga en abril de 2005. Dejó el Slavia y se trasladó a Indonesia en octubre de 2006 para ser el entrenador del Arema Malang.
Su aventura de entrenador en Indonesia empezó en Persigo y después en PSM. Subió al PSM al segundo puesto en la temporada del 2004 de la liga de Indonesia.
Se unió al Arema por segunda vez en la temporada 2010-2011 de la liga de Indonesia, reemplazando al entrenador holandés Robert Alberts. Arema terminó la temporada en segunda posición.

## Clubes

### Como jugador
| Club              | País            | Año         | Partidos | Goles |
| ----------------- | --------------- | ----------- | -------- | ----- |
| SK Slavia Praga   | República Checa | 1977 - 1988 | 201      | 5     |
| FC Bohemians 1905 | República Checa | 1988 - 1990 | 35       | 0     |
| Sabah FA          | Malasia         | 1990 - 1992 | ¿?       | ¿?    |
| FC Bohemians 1905 | República Checa | 1992 - 1993 | 4        | 0     |

### Como entrenador
| Club                                 | País            | Año         |
| ------------------------------------ | --------------- | ----------- |
| FK Baník Most                        | República Checa | 2002        |
| Persigo Gorontalo                    | Indonesia       | 2003        |
| PSM Makassar                         | Indonesia       | 2003 - 2005 |
| SK Slavia Praga (asistente)          | República Checa | 2005 - 2006 |
| Arema Malang                         | Indonesia       | 2007        |
| SK Slavia Praga (entrenador juvenil) | República Checa | 2008 - 2010 |
| Arema Malang                         | Indonesia       | 2010 - 2011 |
| Persela Lamongan                     | Indonesia       | 2011 - 2012 |
| Persikubar                           | Indonesia       | 2012 - 2013 |

## Muerte
Falleció en Surabaya (Indonesia) el 24 de enero de 2013 tras sufrir un ataque al corazón.